# ۲۴ ساعت (فیلم ۱۹۳۱)
«۲۴ ساعت» (انگلیسی: 24 Hours) فیلمی در ژانر درام به کارگردانی ماریون گرینگ است که در سال ۱۹۳۱ منتشر شد.
از بازیگران آن می‌توان به کی فرانسیس، میریام هاپکینز، رجیس تومی، و جورج باربیه اشاره کرد.